# Le Chat et la Souris (film)
Pour les articles homonymes, voir Le Chat et la Souris.
Pour plus de détails, voir Fiche technique et Distribution.
Le Chat et la Souris est un film policier français réalisé par Claude Lelouch et sorti en 1975.

Il s'agit du dernier rôle de Michèle Morgan au cinéma, hormis témoignages documentaires ou figurations « clin d'œil ».

## Synopsis
Les inspecteurs Lechat (Serge Reggiani) et Chemin (Philippe Léotard) entretiennent une amitié et une complicité au cours de leur travail de policier mené d'une façon assez décalée et avec un esprit libre. Lechat est considéré par ses chefs comme « star », très efficace, et ceux-ci ferment les yeux sur ses méthodes assez peu réglementaires et sur les suppléments de revenus qu'il s'offre sur le dos des voyous.
M. Richard (Jean-Pierre Aumont), homme d'affaires et promoteur immobilier à Paris, est marié mais affiche son amour pour sa maîtresse, une actrice de cinéma érotique (Valérie Lagrange), devant sa femme. Il est épris de celle-ci, qu'il achète par des cadeaux de prix. Mme Richard (Michèle Morgan) le met en garde contre ses excès, mais la tolérance est rompue lorsqu'il exprime la volonté de divorcer. L'épouse nourrit alors envers son mari un désir de meurtre qu'elle ne réalise pas. Le promoteur revient chez lui, à la suite d'un appel téléphonique l'informant que son épouse a eu un malaise. On le retrouve mort dans son bureau, mais celle-ci pourrait être due à un suicide. Lechat et Chemin assurent l'enquête. Des tableaux de grande valeur ayant disparu, la thèse du meurtre prévaut. La bonne était présente dans la maison lors de l'événement, mais n'a rien vu. Mme Richard était sortie avec le chauffeur et se trouvait dans un cinéma au moment du meurtre. On apprend qu'elle rencontre un amant (Philippe Labro) lors de ses sorties. Lechat soupçonne Mme Richard du meurtre lorsqu'il constate, en rencontrant l'assureur des tableaux, que la veuve va toucher une assurance de 800 millions de francs. Malheureusement son alibi tient, car la distance entre le cinéma et la résidence des Richard est trop grande pour que l'épouse ait pu commettre le meurtre et faire l'aller et retour. Lechat cherche la faille dans l'alibi de l'épouse. Dans le même temps, il présente son adjoint à sa fille (Christine Laurent) et fréquente une prostituée qui veut « arrêter » son commerce. Cependant Lechat est de plus en plus sensible au charme de la veuve, tout en la croyant coupable. Le montant de l'assurance est finalement payé, mais Mme Richard est attaquée chez elle, enlevée et la somme lui est dérobée. Un haut fonctionnaire de la police (Jacques François) aux ordres du gouvernement, qui s'inquiète de l'orientation prise par l'enquête, met un terme aux investigations de Lechat en lui accordant une retraite anticipée. L'enquête met alors en cause un groupe d'extrémistes qui s'en prendraient aux grosses fortunes. Lechat peut se retirer à la campagne avec sa copine qui va finir par s'ennuyer... et « Sam », le chien policier. L'ex-inspecteur reste en contact avec le milieu de la police par Chemin, devenu son gendre. Il entreprend alors d'écrire un livre sur cette affaire, tout en continuant à forcer la porte de Mme Richard, qui accepte de le recevoir. Lechat lui avoue toute la sympathie qu'elle lui inspire. Elle résiste, mais finit par se laisser séduire et l'enquête de l'ex-inspecteur prend alors une nouvelle tournure.

## Fiche technique
Source : IMDb, sauf mention contraire
- Réalisation : Claude Lelouch
- Scénario : Claude Lelouch
- Musique : Francis Lai
- Photographie : Jean Collomb
- Montage : Georges Klotz
- Son : Jean-Louis Ducarme
- Cascades : Jacques Insermini et Roland Neunreuther
- Photographe de plateau : André Perlstein (non crédité)
- Société de production : Les Films 13
- Format :  couleur (Eastmancolor) - Son mono
- Pays d'origine :  France
- Langue : français
- Genre : comédie dramatique
- Durée : 108 minutes
- Date de sortie :	
  - France : 3 septembre 1975

## Distribution
- Serge Reggiani : le commissaire Lechat
- Michèle Morgan : Mme Richard
- Philippe Léotard : Pierre Alexandre Chemin
- Jean-Pierre Aumont : Jean-Pierre Richard
- Arlette Emmery : Rose, la bonne
- Jean Mermet : Antoine, le chauffeur
- Valérie Lagrange : Manuelle
- Christine Laurent : Christine Irène Lechat
- Anne Libert : Anne Durieux
- Michel Peyrelon : M. Germain
- Yves Afonso: Alfonso, alias William Daube, le gauchiste
- Jacques François : le préfet de police
- Philippe Labro : Henri Lacombe
- Harry Walter : le commissaire
- Vernon Dobtcheff : le complice de Germain
- Érik Colin : Robert
- Gérard Dournel : le supérieur de Lechat
- Judith Magre : l'actrice du film « La dame au petit chien »
- Jack Berard : le policier à la balistique
- Gérard Lemaire : Fiton, le faux-monnayeur
- Roland Neunreuther : le cascadeur
- Maurice Gottesman : un policier
- Le chien Samy : Sam (non crédité)

## Production
Jean Gabin était initialement prévu pour jouer le rôle du commissaire Lechat, Claude Lelouch souhaitant reformer le célèbre duo du film Le Quai des brumes. Mais face au décès de l'acteur en novembre 1976, il lui choisit un remplaçant en la personne de Serge Reggiani.

## Distinctions
- Grand Prix de l'Académie française[réf. nécessaire]